# Karl Bruhn
Karl Bruhn, född 28 januari 1894 i Kotka, död 8 mars 1978 i Helsingfors, var en finländsk skolman och pedagog.
Bruhn blev filosofie doktor 1922. Han var 1915–1935 lärare vid olika läroverk, 1935–1942 skolråd i skolstyrelsen och 1942–1961 professor i pedagogik och didaktik (docent i samma ämnen från 1927) vid Helsingfors universitet. Han utgav ett stort antal arbeten om uppfostran, som grundade sig på psykologiska insikter, och en biografi över Richard Malmberg (1957); uppehöll sig gärna i essäsamlingar med mera kring estetikens förhållande till pedagogiken.

## Utmärkelser
- Riddartecknet av I klass av Finlands Vita Ros’ orden,  1940[1]
- Kommendörstecknet av Finlands Lejons orden,  1953[1]

[Redigera Wikidata]